# Compétence législative en Allemagne
L'Allemagne est un pays fédéral constitué de 16 États. Les compétences législatives sont ainsi partagées entre la fédération (Bund) et les États (Länder). La Loi fondamentale de la République fédérale d'Allemagne (Grundgesetz) définit d'une part que tout ce qui ne relève pas explicitement de la compétence du Bund relève de fait de la compétence des États et d'autre part que le droit fédéral prime sur le droit des États.

## Compétences fédérales
Il existe deux types de compétences fédérales : les compétences exclusives et les compétences concurrentes.

### Compétences exclusives
Les compétences exclusives relèvent du droit fédéral seul : une législation locale dans ces domaines n'est possible que si une loi fédérale l'autorise. Ces compétences, définies principalement mais pas uniquement dans l'article 73 de la loi fondamentale, comprennent entre autres la citoyenneté, le transport aérien, la liberté de circulation et l'immigration, les postes et télécommunications, la défense et la monnaie.

### Compétences concurrentes
Les compétences concurrentes sont partagées entre le Bund et les États : le droit fédéral ayant la primauté, les États ne peuvent exercer leurs compétences dans ces domaines que dans la mesure où — et aussi longtemps que — le Bund ne l'a pas déjà fait. Les domaines concernés, définis principalement mais pas uniquement dans l'article 74 de la loi fondamentale, comprennent entre autres le droit civil et pénal, le droit d'association, les permis de séjour des étrangers, les dédommagements de guerre, l'économie (avec des exceptions), le droit du travail, la recherche, l'alimentation, les transports, la sécurité économique des hôpitaux, la chasse, la protection de la nature et la gestion de l'eau.
Toutefois, la compétence fédérale est limitée dans certains de ces domaines par l'article 72. On distingue ainsi trois catégories :
- domaines pour lesquels la compétence fédérale s'applique sans condition (article 72 alinéa 1).
- domaines pour lesquels la compétence fédérale ne s'applique que dans la mesure où la mise en place de conditions de vie uniformes ou la préservation de l'unité juridique ou économique dans l'intérêt commun rend nécessaire une réglementation fédérale (article 72 alinéa 2). Cela concerne entre autres les permis de séjour des étrangers, l'économie, la recherche, l'alimentation, les transports et la sécurité économique des hôpitaux.
- domaines pour lesquels la compétence fédérale s'applique mais pour lesquels les États disposent d'un droit de dérogation (article 72 alinéa 3). Ceci concerne entre autres la chasse (à l'exception des permis de chasse), la protection de la nature et la gestion de l'eau. Dans ces domaines, le droit fédéral peut donc ne pas s'appliquer à l'ensemble du pays.